# Превеза (округ)
Округ Превеза је округ у периферији Епир и истоименој историјској покрајини Епир у северозападној Грчкој. Управно средиште округа је истоимени град Превеза.
Округ Превеза је успостављен 2011. године на месту некадашње префектуре, која је имала исти назив, обухват и границе.

## Природне одлике
Округ Превеза је приморски округ, која на западу и југу излази дугом обалом на Јонско море. Са севера се ова округ граничи са округом Теспротија, са североистока са округом Јањина, а са истока округом Арта. Округ Етолија-Акарнанија налази се на свега 1 km од најјужније тачке префектуре Превеза. Најсевернији део округа, општина Парга, је у управном смислу енклава, јер је окружена са копнене стране округом Теспротија.
Највећи део округа Превеза је приморски, док је унутрашњост брежуљкаста, сува и кршевита. На крајњем североистоку префектуре налази се планина Херовуни. Јужни део префектуре је у виду полуострва, које одваја Залив Арта од Јонског мора. Ово полуострво приближава се наспрамној обали, делу Етолија-Акаранија, на свега 1 km. На најужем месту је изграђен тунел.
Клима у округу Превеза је у приморским деловимасредоземна, да би на још у деловима даљим од мора прешла у њену оштрију варијанту.

## Историја
У доба антике ова област је била део подручја старе Грчке, али изван главних историјских токова. У каснијим епохама долази владавина Римљана, затим Византинаца и на крају Османлија. Ово подручје поново је постало део савремене Грчке тек 1913. г. Други светски рат и Грађански рат у Грчкој су тешко погодили ову област. Префектура је протеклих деценија била осавремењена, али то није спречило исељавање становништва из њеног већег дела, поготово из пограничног планинског подручја на северу. Последњих година најважнија месна ствар је изградња савременог, дела тзв. Јадранско-Јонске магистрале.

## Становништво
Према последњем попису из 2011. године округ Превеза је имао око 57.491 становника, од чега око 1/3 живи у седишту округа, граду Превези.
Етнички састав: Главно становништво округа су Грци, а званично признатих историјских мањина нема. И поред тога у округу живи заједница Рома и мања скупина новијих досељеника.
Густина насељености је око 58 ст./км2, што је осетно мање од просека Грчке (око 80 ст./км2). Приобални појас и равница око Превезе и Парге су много боље насељени него унутрашњост на истоку.

## Управна подела и насеља
Округ Арта се дели на 3 општине:
1. Превеза
2. Зирос
3. Парга

Арта је највеће насеље и једини значајан град (> 10.000 ст.) у округу. Поред тога, познат је и градић Парга.

## Привреда
Округ Превеза је пољопривредно подручје. Индустрија је махом смештена у Превези и непосредној околини. Ту су развијене и лучке делатности. Приморска места, посебно Парга, су са развијеним летњим туризмом.